# Кожанська волость
Кожанська волость — історична адміністративно-територіальна одиниця Васильківського повіту Київської губернії з центром у селі Кожанки.
Станом на 1886 рік складалася з 7 поселень, 7 сільських громад. Населення — 7319 осіб (3501 чоловічої статі та 3818	 — жіночої), 1080 дворових господарства.
|                     | Площа, десятин | У тому числі орної, дес. |
| ------------------- | -------------- | ------------------------ |
| Сільських громад    | 7819           | 6483                     |
| Приватної власності | 6128           | 2570                     |
| Іншої власності     | 201            | 140                      |
| Загалом             | 14148          | 9193                     |

Основні поселення волості:
- Кожанки — колишнє власницьке село при річці Кам'янка, 1103 особи, 167 дворів, православна церква, школа, 3 постоялих будинки, лавка, водяний млин, бурякоцукровий завод. За 2 версти — залізнична станція Кожанка.
- Зубарі — колишнє власницьке село, 656 особи, 99 дворів, 2 постоялих будинки.
- Королівка — колишнє власницьке село, 831 особа, 130 дворів, православна церква, постоялий будинок.
- Півні — колишнє власницьке село при річці Унава, 876 осіб, 288 дворів, православна церква, школа, 3 постоялих будинки, 2 лавки, 2 водяних млини.
- Триліси — колишнє власницьке село при річці Кам'янка, 2534 осіб, 422 двори, православна церква, єврейський молитовний будинок, школа, 4 постоялих будинки, 3 лавки, базари, водяний млин, винокурний завод.

Старшинами волості були:
- 1909—1912 роках — Ігнат Осипович Гуща[2],[3],[4];